# Opalkovo
Opalkovo este o localitate din comuna Velike Lašče, Slovenia, cu o populație de 23 de locuitori.